# 鹿児島大学総合研究博物館
鹿児島大学総合研究博物館（かごしまだいがくそうごうけんきゅうはくぶつかん）は、鹿児島県鹿児島市郡元一丁目に所在する、国立大学法人鹿児島大学に付属する総合博物館・教育機関。

## 施設概要
鹿児島大学総合研究博物館は、九州地方南部から琉球列島、さらに東南アジアに至る太平洋西部にかけてを研究対象地域とし、該当地域のさまざまな標本資料を収集・保存し、展示している。また「文系と理系の研究分野が統合されるような総合的研究を行う博物館」を目指し、自然部門・人文社会部門を設けて、該当地域における生物・自然史学、考古学、地質・火山学など多岐にわたる学術的研究を行っている。

### 常設展示室
大学構内に事務所棟のほか、常設展示室を置く。
展示室では、鹿児島県内の遺跡から出土した考古資料や、火山地帯である九州南部特有の鉱物資料などが展示されている。なお、同展示室棟は旧制鹿児島高等農林学校の図書館書庫として1928年（昭和3年）に竣工した建物で、鹿児島空襲による焼失や戦後の校舎建替えなどを経て、高等農林学校時代の建造物が失われていく中で唯一現存し、日本の学校史上における初期鉄筋コンクリート建造物としても貴重なものであることから、2006年（平成18年）10月18日に国の登録有形文化財に登録された。
- 開館時間：10:00～17:00（入館は16:30まで）
- 休館日：毎週日曜日・月曜日・祝日・年末年始（臨時開館または休館あり）
- 入館料：無料

## アクセス
- JR九州：鹿児島中央駅より指宿枕崎線「郡元駅」下車、徒歩5分。
- 鹿児島市電：「中央駅前」で「郡元行き」に乗車、「工学部前」下車、工学部門まで徒歩2分。

## 出版物
- 『ニューズレター』（The Kagoshima University Museum Newsletters）：最新の研究成果や、博物館の情報を一般向けに発信する冊子。バックナンバーをPDF版で閲覧できる[6]。
- 『モノグラフ』（The Kagoshima University Museum Monographs）：研究機関・研究者向けの学術誌。バックナンバーをPDF版で閲覧できる[6]。
- 『研究報告』： 研究機関・研究者向けの学術誌（PDF版なし）。
- 『鹿児島大学総合研究博物館 年報』（Annual Report of The Kagoshima University Museum）：年度ごとの博物館の活動を報告・紹介する。一部をPDF版で閲覧できる[6]。